# 3 بلهاء
3 بُلَهَاء (بالهندية: ३ इडियट्स) (بالإنجليزية:  Idiots 3)‏ فيلم دراما كوميدي شبابي هندي. تم إنتاجه في الهند وصدر سنة 2009. الفيلم من إخراج راجكومار هيراني، وإنتاج فيدو فينود تشوبرا، وكتب السناريو ابهيجات جوشي بمساعدة المخرج. أُستوحيَ الفيلم وأُقتُبِسَ بتساهل من رواية خمسة نقاط لشخص ما للمؤلف تشيتان بهجت.
والفيلم من بطولة عامر خان، وكارينا كابور، وبومان إيراني، وشرمان جوشي، ومادهافان.
ينتقد الفيلم أوضاع التعليم الجامعيّ في الهند والوسائل التقليدية المتبعة به في إطار رومنسي كوميدي يجذب المشاهد، ويعتبر من أنجح أفلام السينما الهندية للممثل عامر خان.
عند إصداره، كَسَرَ الفيلم كل الأرقام القياسية لشباك التذاكر الهندي. فقد حصّلَ أعلى أرباح لافتتاح فيلم بنهاية الأسبوع، وأعلى مجموع لأرباح فيلم يوم الافتتاح في بوليود. وحافظ أيضاً على أعلى مجموع أرباح لفيلم طيلة أسبوعه الأول في بوليود.
وليس هذا فحسب فقد أصبح الفيلم واحد من أعلى الأفلام الهندية نجاحاً في شرق آسيا مثل الصين.
وواحد من الأفلام المدرجة في قائمة «الأكثر إقبالاً في تاريخ السينما الهندية». والفيلم أُدرِجَ في موسوعة غينيس للأرقام القياسية لتسجيله أعلى إجمالي لفيلم بشباك التذاكر في بوليوود. حتى تم تحطيم رقمه من فيلم دووم 3 عام 2013. الفيلم فاز بالكثير من الجوائز بأكثر من 40 جائزة مثل جوائز فيلم فير، وستارداست، ونجم الشاشة الهندية، والفيلم الوطني، ونجم النقابة، والأكاديمية الدولية للفيلم الهندي وغيرها. وتم تقييم الفيلم على قاعدة بيانات الأفلام على الإنترنت وأدرِجَ بقائمة أفضل 250 فيلم بالعالم وحصّلَ المرتبة 116، وتقييم 8.5.
تم إعادة صنع الفيلم لاحقاً في 2012، ودُبلجَ بلغات من شرق آسيا مثل اليابانية.

## القصة
تدور أحداث الفيلم حول ثلاثة طلبة جامعيين التحقوا بالدراسة بالكلية الهندسية الملكية بنيو دلهي، إحدى أفضل جامعات الهندسة في الهند، وهم رانشو (عامر خان)، وراجو (شرمان جوشي)، وفرحان (مادهافان) الذي أجبره والده على دراسة الهندسة رغم أنه يحب التصوير. وراجو يدرس الهندسة ليتمكن من إعالة عائلته الفقيرة جداً، أما رانشو فهو من عائلة ثرية وذكي ويحب الهندسة وصنع الأشياء ويدرس بالجامعة ليتعلم أكثر ما يحب، ويأخذ الأمور ببساطة. يتعرف الثلاثة على الطالب تشاتور (أومي فيديا) الذي يدرس دون أن يفهم شيئاً ويحفظ كل موادِّه، تحصل بينهم مشاحنات، فيتعاهدون أن يعودوا بعد عشر سنوات من تخرجهم ليروا من منهم الأكثر نجاحاً، رغم الضغوطات التي تعرضوا لها من مدير الجامعة فيرو (بومان إيراني) الملقب بفايروس، علماً أن رانشو (عامر خان) يقع بحب ابنته بيا (كارينا كابور). تمضي أحداث الفيلم في إطار كوميدي ينتقد أساليب التعليم والضغوطات التي يتعرض لها الطالب في الهند باتباع طرق تعليمية تقليدية.

## أبرز الممثلين والشخصيات

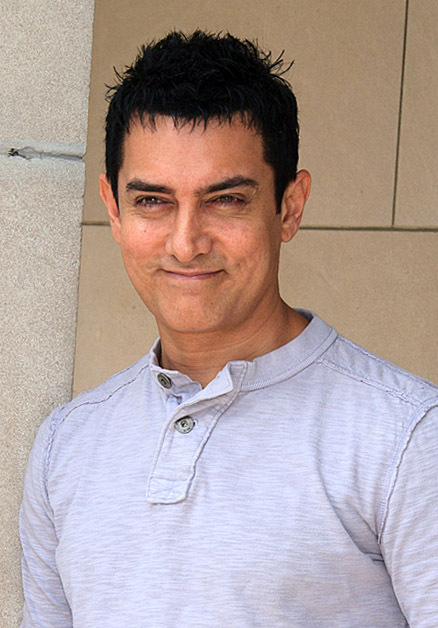
نجم الفيلم عامر خان، في مهرجان تورونتو السينمائي الدولي، 2010

- عامر خان (بدور: رانشو)، أحد الطلبة الثلاث الأصدقاء في الجامعة، وهو من عائلة ثرية.
- شرمان جوشي (بدور: راجو راستوجي)، أحد الطلبة الثلاث الأصدقاء في الجامعة وهو من عائلة فقيرة جداً.
- مادهافان (بدور: فرحان قريشي)، وهو راوي الفيلم، وأحد الطلبة الثلاث الأصدقاء في الجامعة.
- كارينا كابور (بدور: بيا)، طبيبة وهي ابنة رئيس الجامعة.
- بومان إيراني (بدور: فيرو ساهاسترابودهي)، وهو رئيس الجامعة ملقب بفايروس.
- اومي فيديا (بدور: تشاتور راملنجام)، والشهير بـ Silencer سايلنسر أي الصامت، وذلك كناية عن الريح التي يخرجها دون إصدار صوت.
- راؤول كومار (بدور: مانموهن)، والشهير بمليمتر نظراً لقصره. وهو عامل في الجامعة.
- علي فزل (بدور: جوي لوبو)، طالب في الجامعة يُقدِم على الانتحار.

## الإنتاج
بدأ فريق التصوير عمله في نهاية شهر تموز 2008، واستمر التصوير في عدة مدن وولايات وهي: مومباي، والعاصمة دلهي، ولداخ، وبنغالور، وشيملا، وفي تلة «تشايل» بولاية هيماجل برديش.
أما عامر خان وبقية طاقم التمثيل فبدأو التصوير بداية شهر أيلول. وعزم المخرج راجكومار إنهاء الفيلم في شهر كانون الأول.
كان أول مشهد تم تصويره في طائرة مع الممثل مادهافن. ومن مومباي طاقم العمل والممثلون وعلى رأسهم عامر وكارينا ذهبوا إلى لداخ في جدول زمني عملي لعشرين يوماً.
وفي حين كانت مشاهد التصوير في كلية الهندسة الملكية تتم حقيقةً في حرم المعهد الهندي للإدارة بنغالور لمدة 33 يوماً كجزء من القسم الثاني من خطة فترة الإنتاج المجدولة.

## الموسيقى التصويرية
صُنعت الموسيقى التصويرية الخاصة بالفيلم من قبل شانتانو موترا مع كلمات صاغها سوانند كركير.
| #الرقم | الأغنية                 | المغني                             | المدة (دقيقة) |
| ------ | ----------------------- | ---------------------------------- | ------------- |
| 1      | Aal Izz Well            | سونو نيجام، شآن، سوانند كركير      | 4:36          |
| 2      | Zoobi Doobi             | سونو نيجام، شريا غوشال             | 4:08          |
| 3      | Behti Hawa Sa Tha Woh   | شآن، شانتانو موترا                 | 5:01          |
| 4      | Give Me Some Sunshine   | سراج جاغان، شرمان جوشي             | 4:07          |
| 5      | Jaane Nahin Denge Tujhe | سونو نيجام                         | 3:32          |
| 6      | Aal Izz Well (Remix)    | سونو نيجام، شآن، سوانند كركير      | 4:41          |
| 7      | Zoobi Doobi (Remix)     | سونو نيجام، جيفي شمشون، شريا غوشال | 3:29          |

## الإصدار
الفيلم أُصدِر وعُرِضَ في 1800 مسرح سينما في الهند، ويعتبر هذا العدد في ذلك الوقت رقمٌ كبير. فيما عُرِضَ الفيلم في 2215 مسرح سينما حول العالم.

### ما قبل الإصدار
قبل إصداره تم القيام بالعديد من الأعمال التجارية ومنها:
| المناطق والإيرادات الإضافية           | الثمن                                 |
| ------------------------------------- | ------------------------------------- |
| حقوق التوزيع في جميع أنحاء العالم     | روبية هندية 65 كرور (10 مليون دولار)  |
| حقوق الأقمار الصناعية مع قناة تلفزيون | روبية هندية 22 كرور (3.5 مليون دولار) |
| حقوق نشر الموسيقى                     | روبية هندية 12 كرور (1.9 مليون دولار) |
| المجموع                               | روبية هندية 100 كرور (16 مليون دولار) |

الجدول لا يشمل ثمن الطباعة والنشر.

## شباك التذاكر
ومع بداية إصدار الفيلم بلغ المعدلُ الإجماليُ للفيلم في جميع أنحاء العالم نحو 3.39 مليار روبية هندية (54 مليون دولار). وحسب شباك التذاكر الفيلم تجاوز 11.92 مليار روبية هندية (190 مليون دولار) مع نهاية عرضه في السينما على مستوى العالم.
شباك التذاكر في الهند صرّحَ عن عرض الفيلم بـ «طيلة الوقت إقبال شديد»، والفيلم واحد من الأفلام المدرجة في قائمة «الأكثر إقبالاً في تاريخ السينما الهندية». والفيلم أُدرِجَ في موسوعة غينيس للأرقام القياسية لتسجيله أعلى إجمالي لفيلم بشباك التذاكر في بوليوود.

### الهند
الفيلم حطم الأرقام القياسية في تاريخ شباك التذاكر الهندي حتى إصداره. ولكن هذا الرقم كُسِرَ لاحقاً في الفيلم قطار تشيناي السريع عام 2013. ففي أول أربعة أيام من نهاية الأسبوع من إصداره حقّق 380 مليون روبية هندية (6 مليون دولار) وبذلك كسر الرقم القياسي السابق الذي كان للفيلم غاجيني عام 2008.
ومع أول أسبوع حقق الفيلم 790 مليون روبية هندية (13 مليون دولار)، وبهذا يكون حطم الرقم القياسي الثاني الذي كان سابقاً قد حققه فيلم غاجيني عام 2008.
وفي الأسبوع الثاني حقق الفيلم 560 مليون روبية هندية (8.9 مليون دولار)، وفي الأسبوع الثالث حقق الفيلم 302.5 مليون روبية هندية (4.8 مليون دولار)، وحقق 160 مليون روبية هندية (2.5 مليون دولار) خلال الأسبوع الرابع، أما في الأسبوع الخامس فحقق ما مجموعه الكلي في الهند 1.91 مليار روبية هندية (30 مليون دولار).
وهذا كان أحد الاسباب المهمة التي جعلت شباك تذاكر الهند يصنفه في قائمة «الأكثر إقبالاً في تاريخ السينما الهندية».

### ما وراء البحار (خارج الهند)
الفيلم أصبح في تاريخ صدوره أعلى الأفلام دخلا في بوليوود مع تحقيق إجمالي 25 مليون دولار خارج الهند. حيث حقق خارج الهند في نهاية الأسبوع الأول من افتتاحه 4 ملايين دولار. وقد حقق رقماً قياسياً للأفلام المنتجة الهندية في عدة مناطق مثل الولايات المتحدة الأمريكية، وأستراليا، وفيجي.
ففي الولايات المتحدة الأمريكية كسب الفيلم 5.6 مليون دولار منذ افتتاحه، بالإضافة لـ 2.5 مليون دولار في بريطانيا، وأكثر من مليوني دولار في كندا، وحوالي مليون دولار في أستراليا، وأكثر من 3 ملايين دولار في كوريا الجنوبية. الفيلم حقق أكبر إجمالي أرباح في الأسبوع الأول في الولايات المتحدة بحوالي 3 ملايين دولار بأول 4 أيام فقط.
وبغير المألوف بالنسبة لفيلم هندي، ثلاثة بلهاء أصبح عنوان النجاح السينمائي في الإعلام في أسواق شرق آسيا نتيجة لتحطيمه عدة أرقام قياسية؛ ففي تايوان مثلاً حقق الفيلم أطول مدة عرض لفيلم فيها، وكانت لمدة تزيد عن الشهرين من شهر كانون الأول 2010، ويكون بذلك حطم الرقم القياسي لفيلم أفاتار الذي أصدِرَ في 2009، وذلك بأكثر من 10 ملايين دولار تايواني جديد.
والفيلم كان أول فيلم هندي يبث في هونج كونغ، وحقق هناك 22 مليون دولار هونغ كونغ منذ عرضه في 1 سبتمبر 2011، إضافة لأرباح تعادل نحو 3 ملايين دولار من عرضه في 4 آذار 2012. وفي الصين كان يُعرَضُ باسم سان كيشاجوا («ثلاثة بلهاء») حقق الفيلم نحو 1.15 مليون دولار في أربعة أيام فقط في شهر كانون الأول 2011. وفي نهاية المطاف حقق الفيلم مليوني دولار في 18 يوماً، وحوالي 3 ملايين في شهر، ابتداءً من 5 كانون الأول 2012. وكان أحد أسباب تحقيقه هذا النجاح في سينما شرق آسيا مثل هونج كونغ والصين؛ هو تشابه النظام التعليمي في الجامعات إلى حدٍّ ما وتشابه الضغوطات التي يتعرض لها الطلبة هناك.
وإضافةً لهذه الأرباح في سوق شرق آسيا، أعلن الموزعون اليابانيون عن خطتهم لعرضه في اليابان، وخلال عرضه هناك في حزيران 2013 جمع ما يقارب 61 مليون دولار في أول أسبوعين من عرضه، مما جعله يحطم رقما قياساً آخر في أكثر فيلم هندي يحقق أرباحاً في تاريخ اليابان.

## ترشيحات وجوائز
| الجوائز والترشيحات                                  | الجوائز والترشيحات | الجوائز والترشيحات |
| --------------------------------------------------- | ------------------ | ------------------ |
| الجائزة                                             | فوز                | ترشيحات            |
| جوائز فيلم فير الـ 55                               | 6                  | 8                  |
| جوائز ستارداست الـ 8                                | 3                  | 3                  |
| جوائز جوائز الأكاديمية الدولية للفيلم الهندي الـ 11 | 16                 | 22                 |
| جوائز الفيلم الوطني الـ 57                          | 3                  | 3                  |
| جوائز نجم النقابة                                   | 2                  | 2                  |
| جوائز نجم الشاشة الهندية                            | 10                 | 3                  |
| المجموع                                             |                    |                    |
| الترشيحات                                           | 40                 | 40                 |
| جوائز فاز بها                                       | 41                 | 41                 |

الفيلم فاز بأربعين جائزة. من بينهن ستة من جوائز فيلم فير بما في ذلك أفضل فيلم وأفضل مخرج، وعشرة جوائز نجم الشاشة، و16 جائزة من جوائز الأكاديمية الدولية للفيلم الهندي، وثلاثة من جوائز الفيلم الوطني.
وفي يناير 2014، رُشِّحَ الفيلم في جائزة الأكاديمية اليابانية لأفضل فيلم أجنبي، في الحفل السابع والثلاون لجائزة أكاديمية اليابان.

### جوائز نجم الشاشة
ثلاثة بلهاء فاز بعشرة من جوائز نجم الشاشة الهندية في حفله السادس عشر عام 2010.
| الجائزة             | اسم الفائز                                        |
| ------------------- | ------------------------------------------------- |
| أفضل فيلم           | ثلاثة بلهاء                                       |
| أفضل مخرج           | راجكومار هيراني                                   |
| أفضل تصميم الرقصات  | بوسكو كايسار                                      |
| أفضل حوار           | راجكومار هيراني وابهي جات جوشي                    |
| أفضل مونتاج         | راجكومار هيراني                                   |
| أفضل سيناريو        | راجكومار هيراني وفيدو فينود تشوبرا وابهي جات جوشي |
| أفضل ممثلة مشهورة   | كارينا كابور                                      |
| أفضل شرير           | بومان إيراني                                      |
| أفضل كوميدي         | اومي فيديا                                        |
| أفضل ممثل جديد واعد | اومي فيديا                                        |

### جوائز فيلم فير
ثلاثة بلهاء فاز بستة من جوائز فيلم فير في حفله الخامس والخمسون عام 2010.
| الجائزة         | اسم الفائز                         |
| --------------- | ---------------------------------- |
| أفضل فيلم       | فيدو فينود تشوبرا                  |
| أفضل مخرج       | راجكومار هيراني                    |
| أفضل ممثل مساعد | بومان إيراني                       |
| أفضل حوار       | راجكومار هيراني وفيدو فينود تشوبرا |
| أفضل قصة        | راجكومار هيراني وابهي جات جوشي     |
| أفضل سيناريو    | راجكومار هيراني وفيدو فينود تشوبرا |

### جوائز الفيلم الوطني

فاز الفيلم ببعض جوائز حفل جوائز الفيلم الوطني السابع والخمسين عام 2009م

ثلاثة بلهاء فاز بثلاث جوائز من جوائز الفيلم الوطني في حفله السابع والخمسين عام 2009.
| الجائزة                              | اسم الفائز                               |
| ------------------------------------ | ---------------------------------------- |
| أفضل فيلم شعبي يوفر الفائدة والترفيه | فيدو فينود تشوبرا                        |
| أفضل تخطيط سمعي (مهندس الصوت)        | أنوب دف                                  |
| أفضل كلمات أغنية                     | سواناند كركير عن "Behti Hawa Sa Tha Woh" |

### جوائز نجم النقابة
ثلاثة بلهاء فاز بجائزتين من جوائز نجم النقابة عام 2011.
| الجائزة                     | اسم الفائز        |
| --------------------------- | ----------------- |
| الشرف الخاص لأفضل فيلم 2009 | فيدو فينود تشوبرا |
| الشرف الخاص لأفضل مخرج 2009 | راجكومار هيراني   |

### جوائز IIFA

جوائز الأكاديمية الدولية للفيلم الهندي فاز الفيلم بستة عشر جائزة منها

ثلاثة بلهاء فاز بستة عشر من جوائز الأكاديمية الدولية للفيلم الهندي IIFA في حفله الـ 11.
| الجائزة                       | اسم الفائز                                          |
| ----------------------------- | --------------------------------------------------- |
| أفضل صورة                     | فيدو فينود تشوبرا                                   |
| أفضل مخرج                     | راجكومار هيراني                                     |
| أفضل أداء في دور رئيسي - أنثى | كارينا كابور                                        |
| أفضل أداء في دور ثانوي- ذكر   | شرمان جوشي                                          |
| أفضل أداء في دور سلبي         | بومان إيراني                                        |
| نجم صاعد                      | اومي فيديا                                          |
| أفضل كلمات أغنية              | سواناند كركير                                       |
| أفضل مطرب                     | شان عن أغنية "Behti Hawa Sa Tha Woh"                |
| أفضل تقييم                    | سانجي وندكر، واتول راننجا، وشاتانو موترا            |
| أفضل قصة                      | راجكومار هيراني، وابهي جات جوشي، وفيدو فينود تشوبرا |
| أفضل سيناريو                  | راجكومار هيراني، وابهي جات جوشي، وفيدو فينود تشوبرا |
| أفضل حوار                     | راجكومار هيراني وابهي جات جوشي                      |
| أفضل تصوير سينمائي            | موراليدحران                                         |
| أفضل مونتاج                   | راجكومار هيراني                                     |
| أفضل تسجيل صوتي               | بشوديب شتيرجا، ونهال رنجان سامل                     |
| أفضل إعادة تسجيل              | انوب دف                                             |

### جائزة أكاديمية اليابان

ترشح الفيلم لجائزة أكاديمية اليابان، في 2014

في كانون ثاني 2014 تَرَشّحَ ثلاثة بلهاء لجائزة أكاديمية اليابان الـ37 عن أفضل فيلم أجنبي متميز.

### جوائز ستارداست
ثلاثة بلهاء فاز بثلاثة من جوائز ستارداست في حفله الثامن الذي يُنظم سنوياً في الهند من طرف مجلة ستارداست.
| الجائزة                       | اسم الفائز                                                    |
| ----------------------------- | ------------------------------------------------------------- |
| أحاسيس موسيقية جديدة          | سراج جاغان (أغنية أعطني بعض أشعة الشمس Give Me Some Sunshine) |
| أفضل ممثلة في اختيار المونتاج | كارينا كابور                                                  |
| فيلم السنة - دراما            | فيدو فينود تشوبرا                                             |

### جوائز بوليوود الأوروبية المركزية السنوية
| الجائزة        | اسم الفائز                                    |
| -------------- | --------------------------------------------- |
| أفضل فيلم      | فيدو فينود تشوبرا، وشركة فينود تشوبرا للإنتاج |
| أفضل مخرج      | راجكومار هيراني                               |
| أفضل ممثل      | عامر خان                                      |
| أفضل DVD عالمي | ثلاثة بلهاء                                   |

## احتمالية أجزاء أخرى
في مقابلة مع جريدة «هندوستان تايمز» سُئِلَ كاتب السيناريو «ابهيجات جوشي» عن أجزاء قادمة من الفيلم فأجاب: «حقيقيةً، أنا لا أعرف، نحن لدينا أفكار لسلسلة من ثلاثة بلهاء، ومن الممكن ان يتم ذلك ولكن تحتاج لعمل كبير».

## جدال

غلاف رواية خمسة نقاط لشخص ما المقتبس منها الفيلم والتي سببت جدالاً حول الحقوق

علّقَ المخرج والكاتب راجكومار هيراني على اقتباس الفيلم من رواية تشيتان بهجت خمسة نقاط لشخص ما، بأن تشيتان أحضر له الكتاب ليقرأهُ فأراد أن يصنع فيلماً عن الكتاب، لكنه كان يعلم أنه لا يمكنه أن يصنع الفيلم مبني بشكل كامل على الكتاب لذلك بدأ بكتابة السيناريو المبنية على قصة الكتاب ولكنها تختلف عنه إلى حد كبير، وبعد كتابة السيناريو أحضره لتشيتان وأخبره إن لم يعجبه السيناريو سيوقف المشروع، ولكن ذلك لم يحدث.
وفي المقابل أشار تشيتان بهجت إلى أنّ الفيلم يحملُ روحَ قصة كتابه أو المغزى الرئيسي منها، وبعد أيام من إصدار الفيلم لوحظ أن حقوق تشيتان بخصوص اقتباس الكتاب في الفيلم ظهرت في نهاية الفيلم وليس أولّه، وقد علّق تيشتان على ذلك: «كنت أتوقع أن تظهر حقوق الإقتباس في بداية الفيلم وكنت متفاجئاً لعدم رؤيتي ذلك، هم إشتروا الحقوق وأرسلو الدفعة المالية ووقعو العقد، وكان الإتفاق على أن تظهر، لكن يبدو أنها لم تظهر في افتتاحية الفيلم»،
وقد علق تشيتان على مدونته الشخصية في 31 كانون الأول 2009 قائلاً:«إنه أُخبِرَ أن الفيلم يقتبس من 2-5% من كتابه، لكن كما يبدو أنه يقتبس 70% منه».
في حين ردّ الكاتب راجكومار هيراني قائلاً:«نحن إشترينا الحقوق رسمياً، وكتبنا العقد مع تشيتان وكان واضحاً مكان عرض حقوقه في الفيلم، وبعينين مفتوحتين قرأ العقد واستشار محاميه ووقع العقد،...، وفي العقد قلنا بأن الحقوق ستكون في شريط الحقوق بنهاية الفيلم، ونحن لم نغير حجم الخط ولم نسرّع ظهور العنوان، وهو بالضبط كما تم الإتفاق عليه»
وفي النهاية اعتذر تشيتان بهجت بقوله:«أنا لست ضد فريق ثلاثة بلهاء. وممكن عندي بعض الملاحظات على بعض الأخطاء التي قاموا بها، ولكن لا شيء شخصي أو عن شخصهم هم، وأنا أعتذر لعائلاتهم إن سببت لهم أي ضغوطات، وأريد أن أشكر كل المعجبين الذين وقفوا معي ولا أريدهم أن يأخذوا أي موقف ضد أي أحد من فريق الفيلم خصوصاً عامر».

## إعادة صنعه
هذا الفيلم أُعيدَ صُنعهُ في السينما التاميلية، في كانون الثاني 2012 وكان الفيلم بعنوان «نانبان»، لكنه لم يحقق نجاحاً مقارنة بثلاثة بلهاء.
وتِباعاً لنجاح ثلاثة بلهاء في سوق شرق آسيا مثل الصين وغيرها، قال المنتج تشوبرا أنّ نجم سينما هونغ كونغ «ستيفان تشاو» -المعروف بأفلامه الكوميدية- سيعيد صناعة ثلاثة بلهاء بإنتاجه فلماً صينياً. تشوبرا أشار أيضاً إلى احتمالية إعادة صنعه أمريكياً في هوليود، وهناك ستوديو إيطالي أبدى اهتمامه بإعادة صنعه أيضاً.

## وصلات خارجية
- 3 بلهاء على موقع IMDb (الإنجليزية)
- 3 بلهاء على موقع ميتاكريتيك (الإنجليزية)
- 3 بلهاء على موقع روتن توميتوز (الإنجليزية)
- 3 بلهاء على موقع نتفليكس (الإنجليزية)
- 3 بلهاء على موقع قاعدة بيانات الأفلام العربية
- 3 بلهاء على موقع ألو سيني (الفرنسية)
- 3 بلهاء على موقع Turner Classic Movies (الإنجليزية)
- 3 بلهاء على موقع أول موفي (الإنجليزية)
- 3 بلهاء على موقع بوكس أوفيس موجو (الإنجليزية)
- 3 بلهاء على موقع فيلمافينيتي (الإسبانية)
- ثلاثة بلهاء في موقع السيما
- الإعلان الرسمي للفيلم  - على اليوتيوب